# Худанич Василь Іванович
Васи́ль Іва́нович Худа́нич (28 березня 1922, Сільце, Підкарпатська Русь, Чехословаччина — 16 березня 2006, Ужгород, Закарпатська область, Україна) — український історик, політолог та громадський діяч. Доктор історичних наук, спеціаліст з історії визвольної боротьби на Закарпатті та у Словаччині, радянсько-угорських відносин. ОУНівець, учасник національно-визвольного опору на Закарпатті в роки Другої світової війни.

## Ранні роки, освіта та участь у визвольній боротьбі
Народився 28 березня 1922 року в селі Сільце на Закарпатті.
Навчався в Берегівській гімназії. Під час навчання, 1934 року, приєднався до берегівської організації «Пласту», а згодом долучився до діяльності «Просвіти». Згодом навчався у Хустській гімназії, де вчився на «відмінно» і яку закінчив 1942 року.
У роки угорської окупації Закарпаття долучився до організації «Юнацтво ОУН», де займався виховною та просвітницькою діяльністю. 1942 року угорська контррозвідка викрила організацію та заарештувала її членів, зокрема й Василя Худанича. 23 червня його відправили до в'язниці в підвалах палацу Ковнера в Мукачеві, а в липні 1942 року в рамках ковнерівського процесу засудили до 6,5 місяця тюремного ув'язнення. Покарання відбував у в'язниці міста Шаторальяуйгей.
Після завершення терміну ув'язнення з метою уникнути призову до угорської армії вступив на історико-філологічний факультет Будапештського університету, де навчався протягом 1943—1944 років.

## Викладацька та наукова діяльність
Після вигнання угорської армії із Закарпаття радянськими військами восени 1944 року Худанич став учителем історії у відновленій Берегівській українській гімназії. У 1949—1951 роках був завучем Берегівської середньої школи № 1. У 1951—1954 роках очолював Берегівську семирічну школу № 4, після чого повернувся до СШ № 1, де був завучем (1954—1955), а згодом — директором (1955—1956). У 1958—1962 роках працював головою Берегівського районного відділу народної освіти.
1950 року закінчив історичний факультет Львівського університету. 1955 року закінчив навчання на аспірантурі кафедри нової та новітньої історії Львівського університету.
1962 року захистив дисертацію «Революційна боротьба трудящих Словаччини в 1918—1919 роках» і здобув науковий ступінь кандидата історичних наук. Того ж року почав працювати в Ужгородському державному університеті. Спершу працював на кафедрі загальної історії викладачем, 1963 року став старшим викладачем, а пізніше того ж року — доцентом кафедри. 1964 року перейшов на кафедру політології.
1973 року захистив дисертацію «Радянсько-угорське співробітництво в 1945—1965 рр. (політичне, економічне і культурне)» і здобув науковий ступінь доктора історичних наук. Того ж року присвоєно вчене звання професора.
У 1968—1970, 1975—1985 та 1999 роках очолював кафедру політології Ужгородського університету.
До сфери наукових інтересів Василя Худанича належали питання радянсько-угорського співробітництва в повоєнну добу, революційної боротьби у Словаччині у 1918—1919 роках, новітньої історії Угорщини та Закарпаття, зокрема питання визвольної боротьби на Закарпатті. Частина досліджень присвячена історії Берегівської та Хустської гімназій. Написав понад 300 наукових праць.
За радянських часів при університеті протягом чотирьох років очолював профспілку викладачів і студентів, працював в обласній організації товариства «Знання». Після відновлення незалежності України активно діяв у складі Всеукраїнського товариства «Просвіта», Народного Руху України, світового братства «Карпатська Січ», асоціації «Українська Народна Рада Закарпаття» тощо.
Помер в Ужгороді 16 березня 2006 року.

## Нагороди
СРСР:
- Відмінник народної освіти УРСР (1951)
- Орден Трудового Червоного Прапора (1976)

 Україна:
- Відмінник народної освіти України (1995)
- Заслужений працівник освіти України (2002)